# ویلم بارنتز
ویلم بارنتز (به هلندی: Willem Barentsz) (زاده حدود ۱۵۵۰ – درگذشتهٔ ۲۰ ژوئن ۱۵۹۷) یک دریانورد، نقشه‌نگار، و کاشف هلندی بود که رهبری کاوش‌های اولیه مناطق دوردست شمالی زمین را برعهده داشت. در زبان انگلیسی نام او را به صورت William Barents و Barentz نیز نوشته‌اند.
وی برای یافتن راهی دریایی از میان قطب شمال سه سفر به شمالگان کرد و در این سفرها کرانه‌های نوایا زملیا را شناسایی کرده و اسپیتس‌برگن سوالبار و جزیره خرس را کشف کرد.
دریای بارنتز، بارنتزبورگ و منطقه بارنتز نام خود را از این کاشف گرفته‌اند.